# Технічний аналіз (техніка)
Технічний аналіз — у техніці — сукупність фізичних, фізико-хімічних та хімічних методів аналізу складу речовин. Технічний аналіз застосовують для визначення складу та якості речовин, зокрема корисних копалин і продуктів їх переробки, з метою оцінки ресурсів, маркування та кодифікації, обґрунтування технології збагачення, оцінки його ефективності, встановлення товарної цінності одержуваної продукції.